# 平林勇
平林 勇（ひらばやし いさむ、1972年6月25日 - ）は、CMディレクター・映画監督。静岡県島田市出身。

## 来歴・人物
武蔵野美術大学視覚伝達デザイン学科卒業。広告制作会社ライトパブリシティにグラフィックデザイナーとして勤務後、独立してCMディレクターになる。短編映画が各国の映画賞を獲得し、同郷である1学年下の石田徹也とは学生時代から親交があり、共同で作品を制作していた。短編映画で三大映画祭（カンヌ・ベルリン・ベネチア）の全てで上映を果たしている。

## 監督作品

### 映画
- 2002年 『PENIS』（短編映画） - 21世紀アジアデザインコンペ（日本）グランプリ
- 2003年 『HELMUT』（短編映画） - タイ短編映画祭（タイ）グランプリ
- 2003年 『TEXTISM』（短編映画） - イメージフォーラムフェスティバル（日本）グランプリ
- 2006年 『ドロン』（短編映画） - グラナダ国際短編映画祭（スペイン）、釜山国際短編映画祭（韓国）、トロントジャパニーズ映画祭（カナダ）それぞれグランプリ
- 2008年 『BABIN』（短編映画） - ロカルノ国際映画祭（スイス）審査員特別賞および学生審査員賞
- 2009年 『aramaki』（短編映画） - 第60回ベルリン国際映画祭短編オフィシャルコンペ部門
- 2010年 『shikasha』（短編映画） - カンヌ映画祭2010 監督週間 短編部門 正式招待 - サンダンス映画祭2011 短編コンペ部門
- 2011年 『663114』（短編映画） - ベネチア国際映画祭 orizzonti部門 正式招待 - サンダンス映画祭2012 短編コンペ部門 - 第62回ベルリン国際映画祭2012 Generation14plus 特別表彰 - 第66回毎日映画コンクール大藤信郎賞受賞[1]
- 2011年 『Matou』（短編映画）- 札幌国際短編映画祭 Best Mini Short Award受賞　Best Experimental Award受賞
- 2012年 『NINJA & SOLDIER』（短編映画） - 第63回ベルリン国際映画祭2013 Generation14plus
- 2013年 『劇場版しまじろうのわお!しまじろうとフフのだいぼうけん 〜すくえ!七色の花〜』
- 2013年 『SOLITON』（短編映画） - 第64回ベルリン国際映画祭2014 Generation14plus
- 2014年 『劇場版しまじろうのわお!しまじろうとくじらのうた』
- 2015年 『劇場版しまじろうのわお! しまじろうとおおきなき』
- 2016年 『劇場版しまじろうのわお! しまじろうとえほんのくに』
- 2017年 『劇場版 しまじろうのわお! しまじろうと にじのオアシス』
- 2018年 『Kuu』（短編映画）
- 2019年 『Shell & Joint』

### テレビ
- 2012年 -  『しまじろうのわお!』